# Vincent Liegey
Vincent Liegey, né le 8 juillet 1979 à Besançon, est ingénieur, chercheur interdisciplinaire, essayiste et conférencier. Il est objecteur de croissance et prône une transition démocratique et sereine vers de nouveaux modèles de société basés sur la décroissance, la convivialité et l'autonomie.

## Biographie

### Enfance et formation
Vincent Liegey naît le 8 juillet 1979 à Besançon.
Il passe son enfance et son adolescence à Vesoul avant d’intégrer la classe préparatoire scientifique du lycée Follereau à Belfort. 
Il étudie ensuite à Clermont-Ferrand et Paris. En 2004, il obtient son diplôme d’ingénieur de l’IFMA.
En 2011, il commence un doctorat en économie de l'écologie sur la Décroissance à l'Université Corvinus de Budapest.

### Carrière
Vincent Liegey travaille dans la recherche à La Nouvelle-Orléans, dans la diplomatie et les coopérations à l’Ambassade de France en Hongrie,. De 2007 à 2011, il est aussi dirigeant mouvement de la gare de Paris-Austerlitz.
Il rejoint le Parti pour la décroissance en 2008. Il en devient l’un des porte-paroles nationaux. La même année, il réalise le documentaire Hommage à Nicholas Georgescu-Roegen et, avec Paul Ariès, lance l’appel Europe-Décroissance.
En 2013, il rédige Un Projet de Décroissance (Éditions Utopia, 2013 et Écosociété, 2014). L'ouvrage est co-écrit avec Stéphane Madelaine, Christophe Ondet et Anisabel Veillot avec une préface du politologue Paul Ariès, lui-même objecteur de croissance.
La même année, il cofonde l’association Recherches et expérimentation sur la décroissance et la transition.
En 2015, il coanime Cargonomia, centre logistique de distribution de nourriture locale et bio, au moyen de vélos cargos construits sur place de façon artisanale.
En 2016, à Budapest, il coordonne l’organisation de la cinquième conférence internationale de la Décroissance,.
Vincent Liegey réalise de plus en plus d'interventions sur la Décroissance, notamment au sein des universités. En 2019, il coordonne un projet de recherche sur le rôle de l'ingénieur d'un point de vue de la Décroissance avec des étudiants, entre autres de l'École Centrale de Nantes. Il participe également régulièrement, aux côtés de Corentin Léotard (Hulala devenu Courrier d'Europe Centrale, site auquel il contribue) et Ludovic Lepeltier-Kutasi à l'émission Francia hangja (« La voix de la France ») sur Tilos Rádió avec Matthias Quemener et Nicolas Gidaszewski ou encore les journalistes Joël Le Pavous et Daniel Psenny,.
En août 2020, il publie avec Anitra Nelson, Exploring Degrowth, a critical guide, en anglais chez Pluto Press. 
En mai 2021, il est élu pour six ans Conseiller des Français de l'Etranger de Hongrie, à la tête d'une Liste Citoyenne soutenue par l'ensemble des forces politiques de gauches et écologistes,.
En septembre 2021, il publie Décroissance, collection Fake of Not, Editions Tana. Son but est d'ébranler les idées reçues concernant la décroissance.
En 2023, il publie Sobriété (la vraie) co-écrit avec Isabelle Brokman, un manuel explorant des alternatives en matière de logement, transport, alimentation, achats, numérique ou encore de loisirs pour faire des économies tout en réduisant son empreinte environnementale.

### Vie privée
Vincent Liegey vit entre Budapest et Paris depuis 2002. Il est marié un temps à Rebeka Szabó, adjointe au maire de Zugló, un arrondissement de Budapest, chargée de la politique sociale et de la protection de l'environnement . 

## Ouvrages
- Sobriété (la vraie), avec Isabelle Brockman, Tana Editions,  (ISBN 9791030104844).
- Décroissance, avec Isabelle Brockman, collection Fake or Not, Tana Editions,  (ISBN 979-10-301-0394-6).
- Exploring Degrowth: a Critical Guide, avec Anitra Nelson, préface de Jason Hickel, Pluto Press, août 2020, (ISBN 978-0-74534-202-3)[17]
- Un projet de décroissance : manifeste pour une dotation inconditionnelle d’autonomie, avec Stéphane Madelaine, Christophe Ondet, Anne-Isabelle Veillot, préface de Paul Ariès, Les Éditions Utopia, janvier 2013,  (ISBN 978-2-35472-189-3)[3],[18],[19]
- Décroissance ou récession, la décroissance vue de gauche (sous la direction de Paul Ariès), Parangon, 2012, auteur de deux textes : Le pas de côté pour rendre la décroissance insaisissable et La décroissance et la Hongrie.